# Rothenburg, Saale
Rothenburg là một đô thị thuộc huyện Saalekreis, bang Saxony-Anhalt, Đức.